# Pseudohydromys
Pseudohydromys — рід мишоподібних гризунів родини мишеві (Muridae).

## Опис
Гризуни малого розміру, з довжиною голови й тіла від 70 до 115 мм, довжина хвоста від 72 до 113 мм і маса до 29,5 гр.
Хутро м'яке і густе,спинна частина в діапазоні від сірувато-коричневого до темно-коричневого кольору, у той час як низ, як правило, світлий. Морда загострена, очі й вуха порівняно невеликі. Підошви ніг мають шість м'ясистих подушечок. Хвіст довгий, більш-менш, як голова й тіло, рівномірно темний з білою кінцевою частиною. Самиці мають дві пари пахових молочних залоз, за винятком P. patriciae, в яких є тільки пара. Череп довгий, вузький, злегка сплощений.  Різці жовто-оранжеві й гладкі. Зубна формула: I 1/1, C 0/0, P 0/0, M 1-2/1-2 = 8-12.

## Поширення, екологія
Живе в горах Нової Гвінеї.  Їх місце існування гірські ліси до 3600 метрів над рівнем моря. Незважаючи на родову назву вони не показують схильності до водного життя. Їх раціон складається в основному з комах.